# Ronaldo (football, 1991)
Pour les articles homonymes, voir Ronaldo (homonymie) et Silva.
Ronaldo Henrique Silva, dit Ronaldo est un footballeur brésilien né le 10 avril 1991 dans l'État de São Paulo. Il évolue au poste d'attaquant.

## Biographie
Ronaldo joue au Brésil et au Japon.
Il inscrit six buts en deuxième division brésilienne.

## Palmarès
- Champion du Brésil de D2 en 2011 avec Portuguesa et en 2015 avec Botofago